# Мојсије Ђерковић
Мојсије Ђерковић (Сарајево, 1931 — Београд, 2012) био је српски хроничар, путописац, новинар, књижевник, дугогодишњи професор историје и географије у Средњошколском центру на Палама. Професор Мојсије написао је више уџбеника и приручника за основну школу. Уредник је Енциклопедијског географског лексикона Југославије (1990). Написао је и објавио већи број путописних чланака са путовања по земљи и иностранству. Добитник је више награда и признања у области научно-истраживачког рада из етнографије и географије.

## Биографија
Мојсије Ђерковић школовао се у родном Сарајеву гдје је завршио студије историје и географије на Природно—математичком факултету. Као одличан студент био је практикант—демонстрант, а потом асистент на истом факултету. Радио је у Сарајевској Првој гимназији као професор географије, а био је укључен у истраживачку екипу коју је водио проф. др Миленко Филиповић.
Због ратних дешавања професор Ђерковић морао је са супругом Радом напустити Сарајево 1992. године. Долази на Пале гдје наставља са истраживањем паљанског простора. Године 1993. у Сарајеву је убијен Небојша (1955), његов син јединац, дипломирани економиста и талентовани сликар.
Заједно са мр Савом Живковићем проф. Ђерковић је основао Завичајни музеј у Подграбу и покренуо мјесечни часопис „Замбал”, посвећен Подграбу и ширем подручју.
Преминуо је 10. априла 2012. године у Београду код кћерке Весне.